# Badegast
Badegast ist ein Begriff aus der Seemannssprache. So freundlich und so ironisch bezeichnen die Seeleute jeden Gast an Bord, der an einer Reise oder an einem Seetörn teilnimmt, aber keine Aufgaben im Schiffsbetrieb erfüllt. Innerhalb der Besatzung dagegen ist ein „Gast“ (pl.: Gasten) ein Matrose in einer bestimmten Dienststellung oder mit besonderen Aufgaben, beispielsweise ein Steuermannsgast, Signalgast, Rudergast, Pumpengast, Bootsgast oder Fallreepsgast (mhd. gast = Krieger).
Etymologisch gehört das Wort Gast zur westindoeuropäischen Wurzel ghost-s´ und bedeutet Fremder, dem man vor der verschlossenen Tür des eigenen Hauses Obdach und Lager gewährt; der Fremde kann sowohl Freund als auch Feind sein. Ferner verstand man unter „Gast“ einen Handwerksgesellen, einen Genossen, einen Kameraden. „Schipgast“ für Matrosen oder Schiffsknechte gehörte damals zum seemännischen Berufswortschatz.
Als man den Nichtseeleuten an Bord spöttisch das Bestimmungswort „Bade-“ zuordnete, war ziemlich genau die Zeit, als gutbetuchte Sommerfrischler zunehmend die Fischerdörfer und Hafenstädte aufsuchten. Die Einheimischen nannten die zeitweilig Zugereisten vorerst anzüglich Isenbahner, weil sie mit der Eisenbahn kamen und mit ihr auch wieder verschwanden, oder auch Oorsutkäuhlers – „Arschauskühler“, weil sie sich zu einer den Küstenbewohnern viel zu früh erscheinenden Jahreszeit am Strand tummelten und badeten. Wahrscheinlich lange, bevor man von „Urlaubern“ sprach, setzte sich als allgemeine Bezeichnung für sie das Wort Badegast durch, zunächst sicher mit einem ironischen Unterton, der die abwertende Haltung der Alteingesessenen gegenüber den für sie vor sich hin faulenzenden Menschen ausdrückte. Es ist nicht auszuschließen, dass Seeleute das Wort an Land aufnahmen.
Die Herkunft des Wortes unterliegt aber auch einer anderen Deutung, die den maritimen Badegast auf das Wort Badequast zurückführt. Zunächst war ein Quast in früheren Jahrhunderten ein Büschel oder eine Troddel und das Ende eines Kuhschwanzes, bis es ein grober Pinsel wurde. Im 18. Jahrhundert war Quast ein Schimpfwort für einen verkehrten, wunderlichen und seltsamen Menschen. Im 19. Jahrhundert sagte man im Niederdeutschen zu einem albernen Menschen Hans Quast.
Die ironische Bezeichnung „Badegast“ breitete sich aus und wurde auf Handelsschiffen üblich; man übertrug sie auf Passagiere und nannte schließlich alle Personen Badegast, die sich zeitweilig an Bord befanden, jedoch für den Einsatz des Schiffes überflüssig waren. So ist es auch heute noch.